# Йохан фон Райхенщайн
Йохан фон Райхенщайн (на немски: Johann von Reichenstein; † сл. 1387) от Нойербург, е господар на замък и господството Райхенщайн до Пудербах във Вестервалд, в Рейнланд-Пфалц.

## Произход и наследство
Той е син на Лудвиг IV фон Нойербург († 1366), господар на фон Райхенщайн, и съпругата му Понцета (Бонецетлин) фон Золмс-Бургзолмс († сл. 1335), дъщеря на граф Хайнрих III фон Золмс-Бургзолмс-Спонхайм († 1314) и Лиза фон Изенбург-Лимбург († сл. 1328). Братята му Рорих фон Нойербург и Херман фон Райхенщайн са каноници на „Св. Гереон“ в Кьолн.
Господарите на Райхенщайн умират по мъжка линия през 1511/1529 г. Господството Райхенщайн след това става собственост на графовете на Вид, на граф Йохан III фон Вид-Рункел-Изенбург († 1533).

## Фамилия
Йохан фон Райхенщайн се жени за Елизабет (Елза) фон Зайн († сл. 1375), дъщеря на граф Йохан II фон Зайн († 1363) и Елизабет фон Юлих († сл. 1380), дъщеря на граф Герхард V фон Юлих († 1328) и втората му съпруга Изабела де Брабант († 1330). Тя е племенница на Валрам фон Юлих († 1349), архиепископ на Кьолн. Те имат един син:
- Вилхелм I фон Райхенщайн († 1439), женен за Ирмгард фон Хамерщайн († сл. 1419), внучка на бургграф Йохан III фон Хамерщайн († сл. 1359), дъщеря на бургграф Вилхелм фон Хамерщайн († ок. 1409) и Рихардис фон Оетгенбах († сл. 1386); родители на:
  - Вилхелм II фон Райхенщайн († 1474), женен 1453 г. за Катарина фон Сайн-Витгенщайн († пр. 1501)